# Zühlke Technology Group
Die Zühlke Technology Group AG ist eine Holdinggesellschaft mit Sitz in Schlieren in der Schweiz. Zur Holding gehören Ländergesellschaften in der Schweiz, in Bulgarien, Deutschland, Großbritannien, Hongkong, Österreich, Portugal, Serbien, Singapur und Vietnam. Als Dienstleister für Innovationsprojekte entwickelt Zühlke für Unternehmenskunden Produkte, Services und neue Geschäftsmodelle. Die Gesellschaften decken alle Phasen des Innovations-Prozesses ab und führen Produkte sowie Anwendungen von der Idee über die Realisierung bis zum Betrieb. Die Gruppe hat bisher insgesamt über 10’000 Software- und Produktentwicklungsprojekte realisiert. Mit Zühlke Ventures ist die Holding auch in der Start-up-Finanzierung tätig.

## Geschichte
Das Unternehmen wurde 1968 von Gerhard Zühlke in Zürich gegründet, mit Fokus auf die Produktentwicklung. Fünf Jahre später wurde das Angebot um Software-Entwicklung erweitert und 1980 kamen die Management-Consulting-Dienstleistungen dazu. Seit 2011 ebnet die Zühlke Ventures AG Hightech-Start-ups den Weg zum Markterfolg. Im Jahr 2000 zog sich der Firmengründer aus dem operativen Geschäft zurück. Seither ist die Zühlke Gruppe im Besitz von Partnern, die alle operativ im Unternehmen tätig sind. Mit Tochtergesellschaften in der Schweiz, Deutschland, Großbritannien, Österreich, Serbien und Singapur erzielte die Gruppe 2021 mit 1600 Mitarbeitenden einen Umsatz von 218 Millionen Franken.

## Gesellschaften
- Zühlke Engineering AG (Schweiz)
- Zühlke Engineering GmbH (Deutschland)
- Zühlke Engineering Ltd (United Kingdom)
- Zühlke Engineering (Austria) GmbH
- Zühlke Engineering d.o.o. (Serbia)
- Zühlke Engineering EOOD (Bulgaria)
- Zühlke Engineering Pte Ltd (Singapur)
- Zühlke Engineering Hong Kong Limited
- Zühlke Engineering Unipessoal Lda (Portugal)
- Zühlke Ventures AG